# CIRC
CIRC（さーく）すなわち クロスインターリーブ・リードソロモン方式（cross-interleaved Reed–Solomon code）は、コンパクトディスクのシステムにおいて、エラーの検出と訂正を提供する。CIRCは、3データバイトごとに1つの冗長パリティビットを追加する。 

## 概観
リード・ソロモン符号は、ランダムエラーとバーストエラーの混在に対処するために特に有用である。CIRCは、連続する3,500ビット（CD表面で長さ2.4mm）までのバーストエラーを訂正し、小さな傷によってできる12,000ビット（8.5mm）までのバーストエラーを補正する。 

## 特徴
- 高いランダムエラーの修正可能性
- 長いバーストエラーの修正可能性
- バーストエラー訂正能力を超える場合は、内挿することで近似して誤りを隠蔽することができる。
- 適度なサイズの外部ランダムアクセスメモリで単純な復号戦略が可能
- 非常に高い効率
- フォーマットに大きな変更を加えることなく、将来的に4つのオーディオチャンネルを導入する余地がある（2008年現在、これは実施されていない）。

## インターリーブ
コンパクトディスク（CD）に見られるエラーは、ランダムエラーとバーストエラーの組み合わせである。エラー制御コードへの負担を軽減するために、何らかの形式のインターリーブが必要である。CDシステムでは、2つの連結されたリード・ソロモンコードを採用しており、これらは逆にインターリーブされている。オーディオサンプルと同様、ステレオチャンネルを、インターリーブ方式内の偶数または奇数の瞬間に適切に配置することが、エラー隠蔽能力を提供し、CDに使用されている多数のインターリーブ構造により、比較的少ない冗長性でエラーの訂正と検出が可能になっている。

## 参照
1. ↑  US 4413340 Inventors: Odaka K., Sako Y., Iwamoto I., Doi T.; Vries L.B.; SONY:  Error correctable data transmission method (CIRC Patent) filing date May 21, 1980
2. ↑  K.A.S. Immink (12 October 1999). “Reed–Solomon Codes and the Compact Disc”. In Stephen B. Wicker, Vijay K. Bhargava. Reed-Solomon Codes and Their Applications. John Wiley & Sons. pp. 41–59. ISBN 978-0-7803-5391-6
3. ↑  “Stan Hanley, Reed-Solomon Codes and CD Encoding”. 2018年9月17日時点のオリジナルよりアーカイブ。2019年6月10日閲覧。